# 미나마타시
미나마타시(일본어: 水俣市)는 일본 구마모토현 최남단에 있는 시이다.
예전에는 수은 중독으로 인한 미나마타병의 대명사이자 발생지로 세계적으로 알려졌지만, 현재는 공해에 대한 반성으로 “환경·건강·복지를 중요시하는 산업 문화 도시”로 변화해 환경 기본 계획을 중시하고 있다. 쓰레기 분별 종류 방법도 24종류(2011년 기준)로 일본 내에서도 가장 우수한 단계에 있으며, 재활용 기업의 유치도 적극적이다. 또한 온천 도시로도 알려져 있다.

## 지리
구마모토현 최남단, 구마모토시에서 남서쪽으로 약 70km 떨어진 곳에 위치한다. 시 남단은 가고시마현과 접하고 서쪽은 시라누이해(야쓰시로해)와 접하는 리아스식 해안이다. 중심부는 짓소(チッソ)와 그 관련 공장 등이 많이 입지해 공업도시의 이미지가 있지만 북쪽·동쪽·남쪽 세 방면이 산으로 둘러싸여 녹지가 많은 곳이다. 인구는 미나마타병 발생 후 감소 경향이 계속되고 있어 2000년대 전반에 3만 명으로 하락하였다.

### 인접한 자치체
- 구마모토현
  - 아시키타군 아시키타정·쓰나기정
  - 구마군 구마촌

- 가고시마현
  - 이즈미시
  - 이사시

## 역사
- 1889년 4월 1일 - 정촌제 시행으로 아시키타군 미나마타촌이 성립하였다.
- 1912년 12월 1일 - 정으로 승격하였다.
- 1949년 4월 1일 - 시로 승격하였다.
- 1956년 9월 1일 - 구기노촌을 편입하였다.

## 교통

### 철도
- 규슈 여객철도 규슈 신칸센
- 히사쓰 오렌지 철도 히사쓰 오렌지 철도선

### 도로
- 국도 3호선
- 국도 268호선

## 기후
| 미나마타시의 기후                                            | 미나마타시의 기후 | 미나마타시의 기후 | 미나마타시의 기후 | 미나마타시의 기후 | 미나마타시의 기후 | 미나마타시의 기후 | 미나마타시의 기후 | 미나마타시의 기후 | 미나마타시의 기후 | 미나마타시의 기후 | 미나마타시의 기후 | 미나마타시의 기후 | 미나마타시의 기후 |
| 월                                                           | 1월               | 2월               | 3월               | 4월               | 5월               | 6월               | 7월               | 8월               | 9월               | 10월              | 11월              | 12월              | 연간              |
| ------------------------------------------------------------ | ----------------- | ----------------- | ----------------- | ----------------- | ----------------- | ----------------- | ----------------- | ----------------- | ----------------- | ----------------- | ----------------- | ----------------- | ----------------- |
| 역대 최고 기온 °C (°F)                                       | 22.3 (72.1)       | 24.3 (75.7)       | 27.1 (80.8)       | 29.3 (84.7)       | 33.0 (91.4)       | 34.8 (94.6)       | 36.2 (97.2)       | 38.1 (100.6)      | 35.4 (95.7)       | 32.9 (91.2)       | 28.2 (82.8)       | 23.6 (74.5)       | 38.1 (100.6)      |
| 일평균 최고 기온 °C (°F)                                     | 11.0 (51.8)       | 12.4 (54.3)       | 15.7 (60.3)       | 20.6 (69.1)       | 24.9 (76.8)       | 27.2 (81.0)       | 31.1 (88.0)       | 32.3 (90.1)       | 29.2 (84.6)       | 24.2 (75.6)       | 18.8 (65.8)       | 13.4 (56.1)       | 21.7 (71.1)       |
| 일일 평균 기온 °C (°F)                                       | 6.8 (44.2)        | 7.8 (46.0)        | 10.9 (51.6)       | 15.3 (59.5)       | 19.6 (67.3)       | 22.9 (73.2)       | 26.7 (80.1)       | 27.4 (81.3)       | 24.3 (75.7)       | 19.1 (66.4)       | 13.9 (57.0)       | 8.8 (47.8)        | 17.0 (62.5)       |
| 일평균 최저 기온 °C (°F)                                     | 2.6 (36.7)        | 3.2 (37.8)        | 6.1 (43.0)        | 10.3 (50.5)       | 14.8 (58.6)       | 19.4 (66.9)       | 23.3 (73.9)       | 25.7 (78.3)       | 20.5 (68.9)       | 14.8 (58.6)       | 9.5 (49.1)        | 4.5 (40.1)        | 12.9 (55.2)       |
| 역대 최저 기온 °C (°F)                                       | −7.4 (18.7)       | −4.9 (23.2)       | −2.4 (27.7)       | −0.4 (31.3)       | 6.8 (44.2)        | 11.3 (52.3)       | 17.2 (63.0)       | 17.6 (63.7)       | 9.0 (48.2)        | 3.6 (38.5)        | 0.0 (32.0)        | −3.2 (26.2)       | −7.4 (18.7)       |
| 평균 강수량 mm (인치)                                        | 71.1 (2.80)       | 94.7 (3.73)       | 130.1 (5.12)      | 143.3 (5.64)      | 187.2 (7.37)      | 463.8 (18.26)     | 410.7 (16.17)     | 232.6 (9.16)      | 212.1 (8.35)      | 97.5 (3.84)       | 98.8 (3.89)       | 80.2 (3.16)       | 2,222.1 (87.49)   |
| 평균 강수일수 (≥ 1.0 mm)                                     | 8.9               | 9.8               | 11.7              | 10.7              | 9.7               | 15.4              | 12.4              | 10.9              | 10.2              | 7.5               | 8.6               | 8.8               | 124.6             |
| 평균 월간 일조시간                                           | 119.5             | 135.6             | 168.2             | 184.9             | 194.8             | 131.2             | 202.3             | 223.4             | 178.3             | 185.1             | 149.0             | 129.3             | 2,001.7           |
| 출처: 일본 기상청 (평년값: 1991년~2020년, 극값: 1976년~현재) |                   |                   |                   |                   |                   |                   |                   |                   |                   |                   |                   |                   |                   |